# Juegos Olímpicos de Londres 1948
Los Juegos Olímpicos de Londres 1948, conocidos oficialmente como Juegos de la XIV Olimpiada, se celebraron en Londres (Reino Unido) entre el 29 de julio y el 14 de agosto de 1948. Fueron los primeros después de un paréntesis de doce años, ya que las ediciones de 1940 y 1944 se suspendieron por la Segunda Guerra Mundial. Participaron un total de 4104 atletas (3714 hombres y 390 mujeres) de 59 países.
En un contexto marcado por la economía de posguerra, esta edición fue conocida como «los Juegos de la Austeridad». Londres estaba siendo reconstruida tras los bombardeos alemanes de la guerra y la población carecía de bienes básicos, por lo que muchos británicos estaban en contra de la designación. Por esa razón, no se construyó ninguna infraestructura olímpica nueva. En su lugar se utilizaron las ya existentes y el estadio de Wembley fue adaptado para ser el estadio olímpico, con una pista de ceniza para las pruebas de atletismo. El río Támesis acogió las pruebas de remo y piragüismo. Tampoco se edificó una villa olímpica: los atletas durmieron en barracones que durante el conflicto fueron de uso militar.
Los efectos de la guerra también se notaron en la participación. El Comité Olímpico Internacional no permitió que Alemania ni Japón concurrieran por su papel como fuerzas del Eje. Aunque la Unión Soviética sí fue invitada, no quiso participar hasta los Juegos Olímpicos de Helsinki 1952. Pese a esas ausencias, se batió el récord de naciones participantes.
El parón de doce años provocó que muchos atletas dejaran atrás sus mejores años de competición. Otros incluso fallecieron durante la guerra. Por esta razón, el número de plusmarcas fue muy bajo respecto al de otras ediciones. Aun así, hubo actuaciones destacadas como las de la neerlandesa Fanny Blankers-Koen, ganadora de cuatro pruebas de atletismo; Alice Coachman, primera mujer afroamericana en ganar una medalla de oro, y Bob Mathias, deportista más joven en vencer una prueba con solo 17 años. El máximo medallista fue Veikko Huhtanen con cinco preseas (tres de oro) en gimnasia.
Los Juegos Olímpicos de Londres 1948 fueron los primeros que pudieron verse por televisión. La BBC pagó 1000 guineas por los derechos de emisión de 60 horas de pruebas deportivas.

## Elección de sede
En junio de 1939, en la 39.ª Sesión del Comité Olímpico Internacional (COI), se aprobó que Londres (Reino Unido) organizase los Juegos Olímpicos de Verano de 1944. El estallido de la Segunda Guerra Mundial provocó la cancelación del evento, así que se le concedió por defecto la siguiente edición, prevista para 1948.
La guerra terminó en 1945 y a tres años del evento Londres estaba muy lejos de ser el escenario de un acontecimiento internacional. La capital británica había sido bombardeada por los aviones de la Luftwaffe alemana durante el denominado Blitz. Más de 30 000 londinenses fallecieron en esos ataques y varios barrios quedaron arrasados. En todo el Reino Unido se había establecido el racionamiento por la escasez de bienes básicos, con una deuda superior al 90% del PIB, mientras que Europa también se enfrentaba a una dura posguerra. La suma de todos estos factores hizo que el COI se planteara dar la organización de la XIV Olimpiada a una ciudad de Estados Unidos. Pese a todo, el rey Jorge VI de Windsor pensó que los Juegos eran una gran oportunidad para salir adelante, y pidió ayuda a otros comités para celebrarlos.
El informe oficial de los Juegos Olímpicos de Londres 1948 recoge el siguiente texto:
«Los Juegos de 1944 habían sido concedidos a Londres y por ello en octubre de 1945, el presidente del Comité Olímpico Británico (BOA), Lord Burghley, viajó a Estocolmo y visitó al presidente del Comité Olímpico Internacional (Sigfrid Edström) para discutir la cuestión de que Londres fuese elegida para este gran evento. Como resultado, el BOA estableció un comité para trabajar en la organización de los Juegos. Después de varias reuniones, recomendaron que el alcalde de Londres fuese invitado para defender la candidatura de Londres para los Juegos Olímpicos de 1948.»
En marzo de 1946 el Comité Olímpico Internacional, a través de voto por correo, otorgó los Juegos Olímpicos de Verano a Londres y los de Invierno a St. Moritz (Suiza).
De este modo, Londres se convirtió en la segunda ciudad que albergaba los Juegos Olímpicos dos veces, después de los Juegos de 1908. La primera en conseguirlo fue París en 1900 y 1924. Londres sería también la primera ciudad que los organizaría tres veces, cuando se les concedió la edición de 2012.

## Deportes
En los Juegos Olímpicos de Londres se celebraron 136 eventos en 17 deportes oficiales. Además se aceptaron dos deportes de exhibición, el lacrosse y la gimnasia sueca. En esta edición se incluyeron modalidades como los 10 kilómetros marcha y las versiones femeninas de los 200 metros lisos, salto de longitud y lanzamiento de peso. Fue la última vez que los participantes en las competiciones de arte (no incluidas en este apartado) se llevaban medallas.
Cada deporte contó con sus propios pictogramas, igual que en Berlín 1936. Su diseño representaba la prueba dentro de un escudo de armas. Este tipo de dibujos no se consolidaron en los Juegos Olímpicos hasta Tokio 1964.

### Deportes oficiales
- Atletismo (33)
- Baloncesto (1)
- Boxeo (8)
- Ciclismo
  -  Ciclismo en pista (4)
  -  Ciclismo en ruta (2)
- Ecuestre
  -  Concurso completo (2)
  -  Doma clásica (2)
  -  Salto ecuestre (2)
- Esgrima (7)
- Fútbol (1)
- Gimnasia artística (9)
- Halterofilia (6)
- Hockey sobre césped (1)
- Lucha
  -  Lucha grecorromana (8)
  -  Lucha libre (8)
- Natación (11)
- Pentatlón moderno (1)
- Piragüismo en esprint (9)
- Remo (7)
- Saltos (4)
- Tiro (4)
- Vela (5)
- Waterpolo (1)

### Deportes de exhibición
- Lacrosse (1)
- Gimnasia sueca (1)

### Otras competiciones
- Arte (14)

## Antorcha olímpica
Londres 1948 mantuvo la tradición de relevos de la antorcha olímpica, establecida en Berlín 1936, aunque con un enfoque muy distinto. Se le llamó «relevo de la paz» porque pasó por varios países de Europa, simbolizando su unión después de la Segunda Guerra Mundial. Tuvo lugar del 17 al 29 de julio de 1948, con un recorrido de 3.160 kilómetros y 1.416 relevistas (la mitad que en la última edición).
La antorcha fue diseñada por Ralph Lavers y hubo tres tipos: una estándar alimentada por combustible sólido y hecha a base de aluminio, una especial alimentada por gas butano que viajó a bordo del HMS Whitesand Bay y una tercera para ingresar al estadio de Wembley, hecha de acero inoxidable y accionada por una vela de magnesio.
En total se utilizaron 1688 antorchas. Entonces era habitual que los portadores de la llama se la quedaran de recuerdo. La situación se corrigió en Helsinki 1952, cuando el COI encargó diseñar antorchas únicas.
El recorrido comenzó con el encendido del fuego en Olimpia. La parte griega se desplazó directamente a Corfú por culpa de la guerra civil. El buque Whitesand Bay transportó la llama a Bari y de ahí varios relevistas recorrieron Italia, Suiza y Francia. Esta ruta se desvió hacia Bélgica y Luxemburgo, después de que sus gobiernos solicitaran ser parte del recorrido, y regresó a Francia para un viaje en barco desde Calais hasta Dover. Aunque hubo muchos problemas, el plan de 12 días se cumplió y la antorcha llegó a Wembley solo trece segundos más tarde de lo planeado.
Las poblaciones visitadas por la Llama Olímpica fueron las siguientes:
| Nación                  | Poblaciones |
| ----------------------- | --- |
| Grecia                  | Olimpia, Katákolo, Corfú. |
| Italia                  | Bari, Foggia, Pescara, Ancona, Rimini, Bolonia, Parma, Piacenza, Milán, Domodossola, the Paso del Simplón.                                  |
| Suiza                   | Brig, Martigny, Montreux, Lausana, Ginebra, Perly.                                                                                          |
| Francia                 | St. Julien en Genevois, Belgarde, Nantua, Lons-le-Saulnier, Poligny, Besancon, Vesoul, Epinal, Nancy, Metz, Thionville, Evrange.            |
| Luxemburgo              | Frisange, Esch, Ciudad de Luxemburgo, Ettelbruck, Wiltz.                                                                                    |
| Bélgica                 | Bras, Bastogne, Marche, Namur, Bruselas, Renaix, Tournai, Hertain.                                                                          |
| Francia                 | Lille, Armentieres, St. Omer, Calais. |
| Inglaterra, Reino Unido | Dover, Canterbury, Charing, Maidstone, Westerham, Redhill, Reigate, Dorking, Guildford, Bagshot, Ascot, Windsor, Slough, Uxbridge, Londres. |

## Organización
El máximo responsable del Comité Organizador de los Juegos Olímpicos fue Lord Burghley, presidente del Comité Olímpico Británico y atleta de éxito en su juventud, ya que ganó una medalla de oro en la prueba de 400 metros vallas en Ámsterdam 1928 y cuatro años después consiguió la plata en relevos. Dicho Comité estuvo ocupado por personalidades de reconocido prestigio en el deporte británico. Entre ellos se encontraba Stanley Rous, presidente de  la Asociación del Fútbol y años después de la FIFA.
El exministro Wyndham Portal aceptó la presidencia de los Juegos y el rey Jorge VI de Windsor asumió el patronazgo.
Toda la organización estuvo marcada por la austeridad propia del tiempo de posguerra. La población de Reino Unido aún carecía de productos básicos como comida, hidrocarburos y materiales de construcción, y el resto de Europa no estaba mucho mejor. El Comité dejó claro que no podían hacerse más gastos de los estrictamente necesarios. Todos los atletas recibieron cartillas de racionamiento especiales, las mismas que mineros y estibadores, para consumir 5400 calorías diarias en vez de las 2600 del resto de la población. Del mismo modo, no se construyó ninguna infraestructura deportiva nueva ni se edificó una villa olímpica. Los hombres descansarían en instalaciones militares y las mujeres en colegios mayores.
Para reducir los gastos del Comité Organizador, el resto de países colaboró en la medida de sus posibilidades. Estados Unidos asumió los costos de toda su delegación, formada por 300 atletas, con alimentos que transportaron en aviones B-17 del ejército. Otros comités donaron comida para todas las delegaciones; Argentina pasó un cargamento de carne de vacuno, Dinamarca mandó 160 000 huevos y Países Bajos envió cien toneladas de fruta.
Fueron también los primeros Juegos en los que participaron trabajadores voluntarios, tradición que se ha mantenido hasta nuestros días.
El gasto total fue de 730 000 libras esterlinas y quedó cubierto con los ingresos generados por cada una de las pruebas.

### Sede e instalaciones deportivas

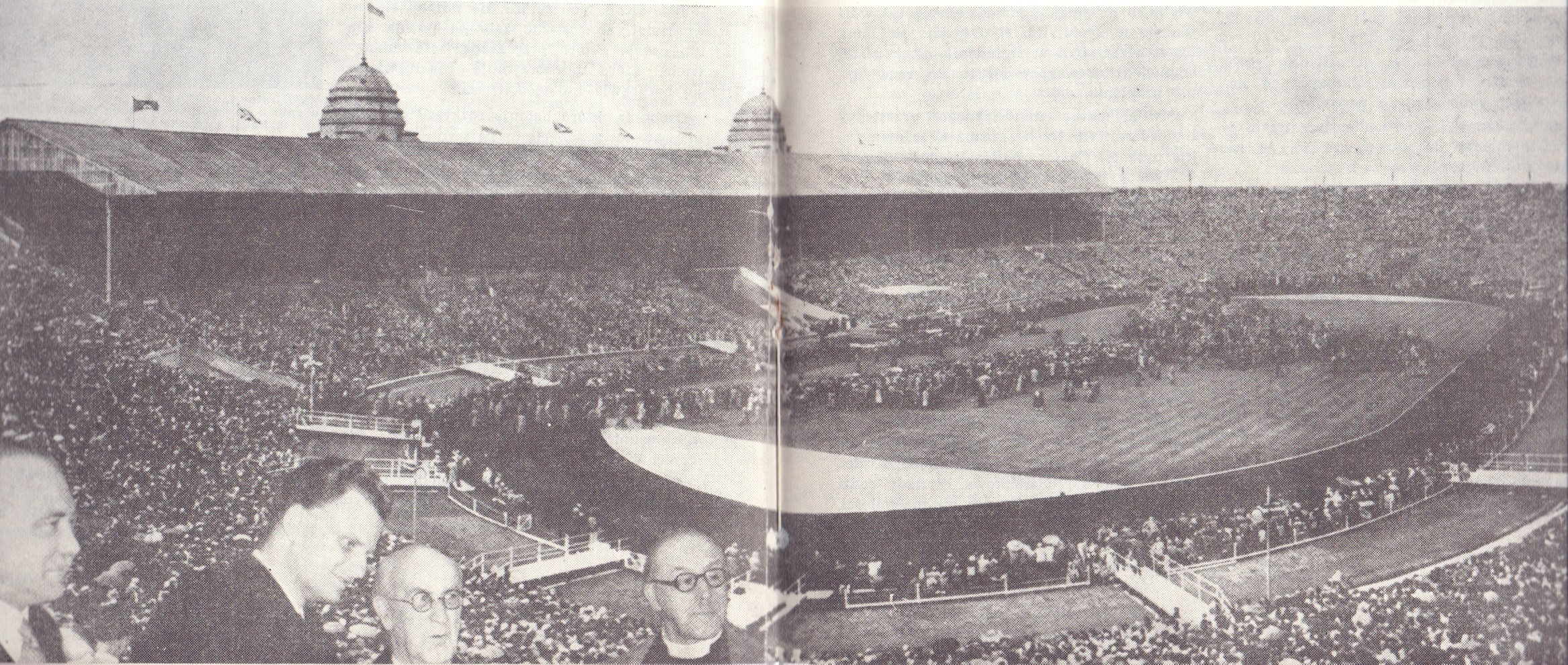
Interior del Estadio de Wembley en la década de 1950.

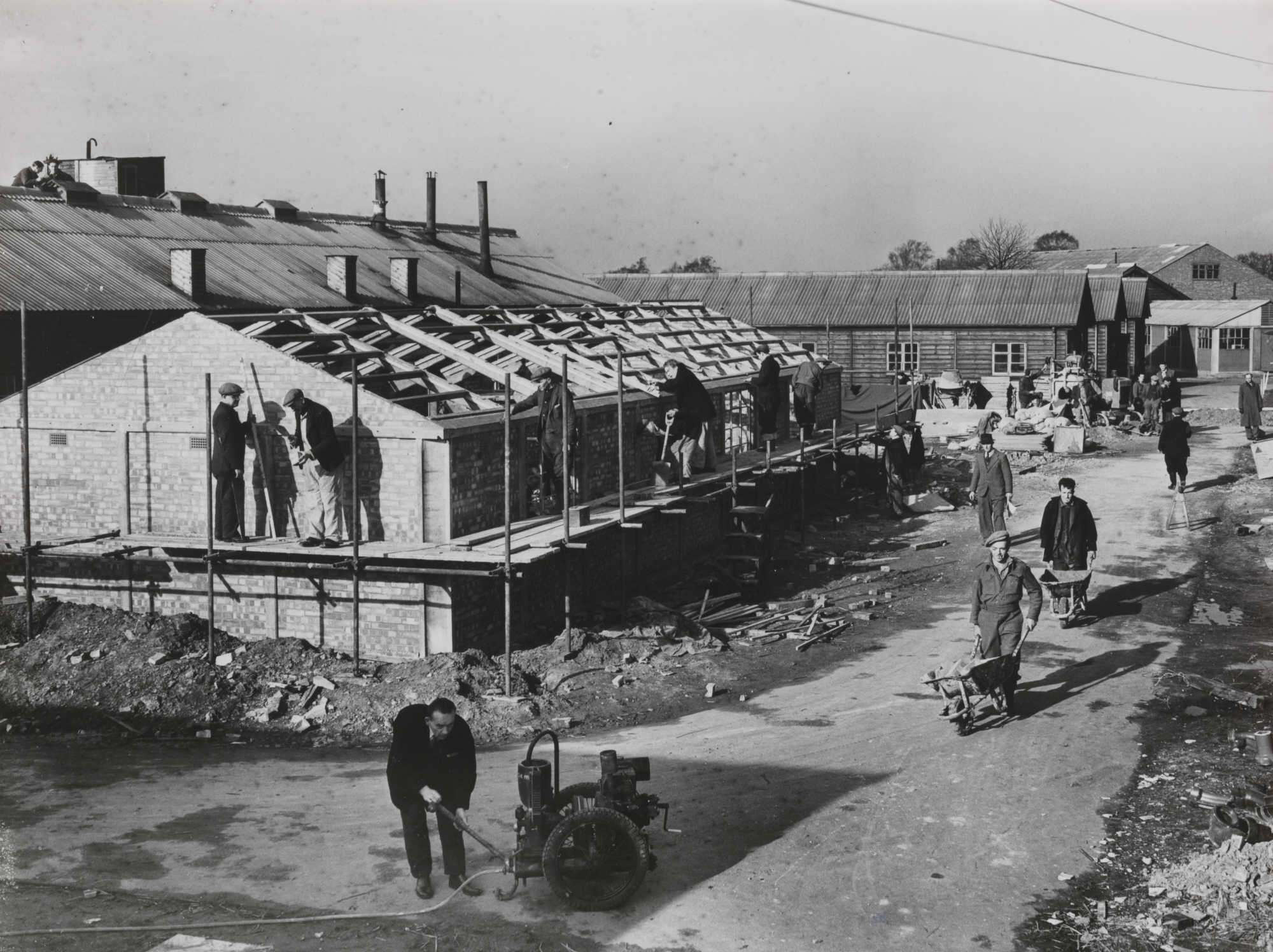
En vez de crear una villa olímpica como tal, se rehabilitaron instalaciones que durante la guerra fueron de uso militar.

A diferencia de otras ediciones, para Londres 1948 no se construyó ninguna sede nueva. El estadio olímpico fue el Estadio de Wembley, con capacidad para 82 000 espectadores. El recinto fue adaptado a dos meses de la inauguración: sobre la pista de carreras de galgos se instaló una pista de atletismo provisional, hecha de ceniza.
Por primera vez en la historia de unos Juegos Olímpicos, las competencias de natación se celebrarían a cubierto. La sede fue la Empire Pool (actual Wembley Arena), construida para los Juegos de la Mancomunidad de 1934.
Todas las pruebas se celebraron en la capital británica y en sus alrededores, salvo algunas rondas preliminares de fútbol y la vela. Entre las instalaciones se incluyeron centros icónicos como el río Támesis (remo y piragüismo), el velódromo de Herne Hill (ciclismo en pista) y la Real Academia de Sandhurst (pentatlón moderno).

#### Sedes en la exposición imperial británica
- Estadio de Wembley — atletismo, fútbol (semifinales y final), hockey sobre hierba (final), equitación (saltos), ceremonias de apertura y clausura.
- Piscina Imperial — natación, saltos de trampolín, waterpolo (fase final), boxeo (finales)
- Palacio de Ingeniería — esgrima

#### Sedes en Londres
- Centro de Exhibiciones Earls Court — boxeo, gimnasia, halterofilia, lucha.
- Finchley Lido — waterpolo
- Harringay Arena — baloncesto y lucha
- Parque de Windsor — ciclismo
- Real Academia de Sandhurst — pentatlón moderno (carrera)
- Real Canal de Regatas del río Támesis — remo y piragüismo
- Velódromo de Herne Hill — ciclismo en pista
- Guinness Sports Club — hockey sobre hierba
- Lyons' Sports Club — hockey sobre hierba
- Polytechnic Sports Ground — hockey sobre hierba

#### Sedes fuera de Londres
- Aldershot: Estadio Central de Aldershot — equitación (saltos), pentatlón moderno (equitación, esgrima, natación)
- Fleet, Hampshire: Tweseldown Racecourse — equitación (doma y concurso)
- Surrey Heath: Asociación Nacional del Rifle del Reino Unido — tiro deportivo, pentatlón moderno (tiro)
- Torbay: Canal de la Mancha — vela

#### Estadios de fútbol
- Arsenal Stadium
- Champion Hill de Dulwich
- Craven Cottage
- Cricklefield Stadium
- Fratton Park (Portsmouth)
- Goldstone Ground (Brighton)
- Green Pond Road
- Griffin Park (Brentford)
- Selhurst Park
- White Hart Lane

## Participantes

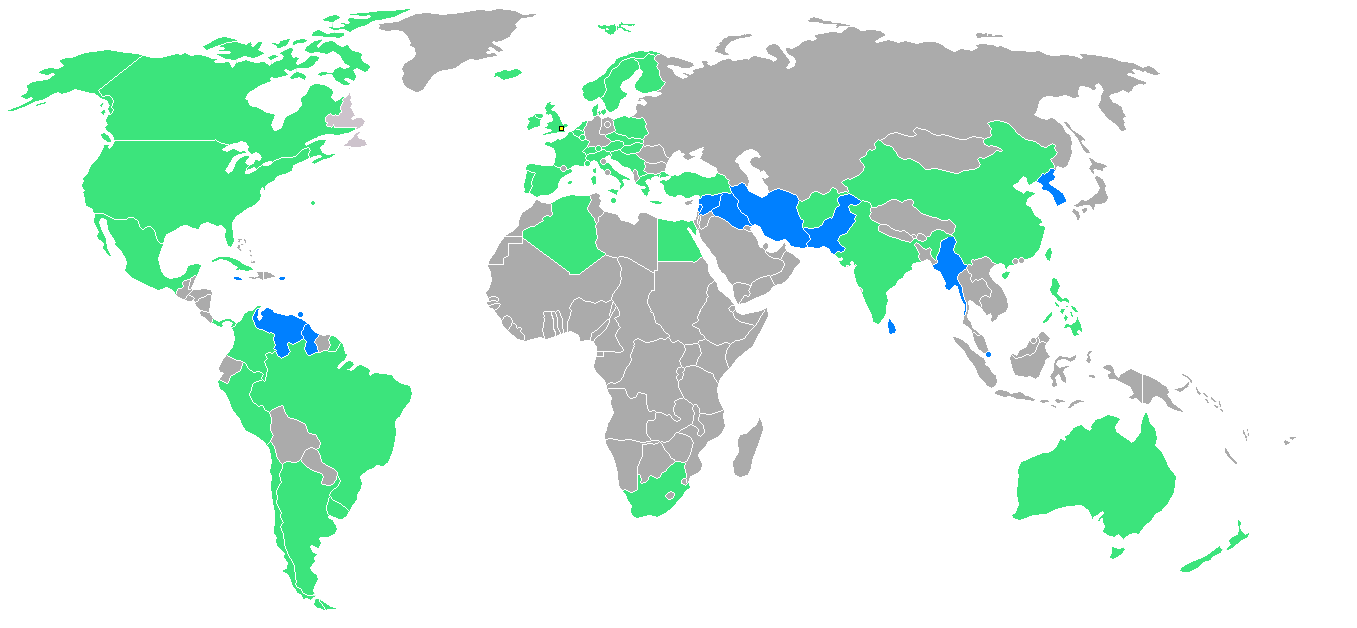
En verde aparecen los países participantes. En azul figuran los debutantes.

En los Juegos Olímpicos de Londres participaron 59 países, a través de sus respectivos comités nacionales afiliados al Comité Olímpico Internacional. Esta cifra supuso un récord de participación, a pesar de todas las dificultades que habían surgido. Compitieron 4104 atletas (3714 hombres y 390 mujeres). Si sumamos a los participantes en la competición de arte, el total asciende a 4396 (3952 hombres y 444 mujeres).
Los efectos de la Segunda Guerra Mundial también se dejaron notar en la participación de comités. No se permitió participar ni a Alemania ni a Japón, ambos parte de las fuerzas del Eje y entonces ocupados por las tropas aliadas. Se supo que varios prisioneros de guerra alemanes trabajaron en la remodelación de instalaciones. Italia sí pudo enviar atletas.
La Unión Soviética fue invitada pero se negó a participar. Su estreno no llegó hasta la siguiente edición de Helsinki 1952.
Varios comités hicieron su debut olímpico en Londres 1948: Birmania, Ceilán (actual Sri Lanka), Corea del Sur (como Corea), Guayana Británica (actual Guyana), Irán, Irak, Jamaica, Líbano, Pakistán, Puerto Rico, Singapur, Siria, Trinidad y Tobago y Venezuela. Era también la primera vez que Filipinas, India y Pakistán participaban como estados independientes.
| Países participantes | Países participantes | Países participantes |
| --- | --- | --- |
| \| - Afganistán (AFG) - Argentina (ARG) - Australia (AUS) - Austria (AUT) - Bélgica (BEL) - Bermudas (BER) - Birmania (BIR) - Brasil (BRA) - Canadá (CAN) - Ceilán (CEY) - Checoslovaquia (TCH) - Chile (CHI) - Colombia (COL) - Corea del Sur (KOR) - Cuba (CUB) - Dinamarca (DEN) - Egipto (EGY) - España (ESP) - Estados Unidos (USA) - Filipinas (PHI) \| - Finlandia (FIN) - Francia (FRA) - Grecia (GRE) - Guayana británica (GUY) - Hungría (HUN) - India (IND) - Irak (IRQ) - Irán (IRN) - Irlanda (IRL) - Islandia (ISL) - Italia (ITA) - Jamaica (JAM) - Líbano (LIB) - Liechtenstein (LIE) - Luxemburgo (LUX) - Malta (MLT) - México (MEX) - Mónaco (MON) - Noruega (NOR) - Nueva Zelanda (NZL) \| - Países Bajos (HOL) - Pakistán (PAK) - Panamá (PAN) - Perú (PER) - Polonia (POL) - Portugal (POR) - Puerto Rico (PUR) - Reino Unido (GBR)íng - República de China (ROC.) - Singapur (SIN) - Siria (SYR) - Sudáfrica (RSA) - Suecia (SWE) - Suiza (SUI) - Trinidad y Tobago (TRI) - Turquía (TUR) - Uruguay (URU) - Venezuela (VEN) - Yugoslavia (YUG) \| | | |
| - Afganistán (AFG) - Argentina (ARG) - Australia (AUS) - Austria (AUT) - Bélgica (BEL) - Bermudas (BER) - Birmania (BIR) - Brasil (BRA) - Canadá (CAN) - Ceilán (CEY) - Checoslovaquia (TCH) - Chile (CHI) - Colombia (COL) - Corea del Sur (KOR) - Cuba (CUB) - Dinamarca (DEN) - Egipto (EGY) - España (ESP) - Estados Unidos (USA) - Filipinas (PHI) | - Finlandia (FIN) - Francia (FRA) - Grecia (GRE) - Guayana británica (GUY) - Hungría (HUN) - India (IND) - Irak (IRQ) - Irán (IRN) - Irlanda (IRL) - Islandia (ISL) - Italia (ITA) - Jamaica (JAM) - Líbano (LIB) - Liechtenstein (LIE) - Luxemburgo (LUX) - Malta (MLT) - México (MEX) - Mónaco (MON) - Noruega (NOR) - Nueva Zelanda (NZL) | - Países Bajos (HOL) - Pakistán (PAK) - Panamá (PAN) - Perú (PER) - Polonia (POL) - Portugal (POR) - Puerto Rico (PUR) - Reino Unido (GBR)íng - República de China (ROC.) - Singapur (SIN) - Siria (SYR) - Sudáfrica (RSA) - Suecia (SWE) - Suiza (SUI) - Trinidad y Tobago (TRI) - Turquía (TUR) - Uruguay (URU) - Venezuela (VEN) - Yugoslavia (YUG) |

## Desarrollo

### Ceremonia de apertura

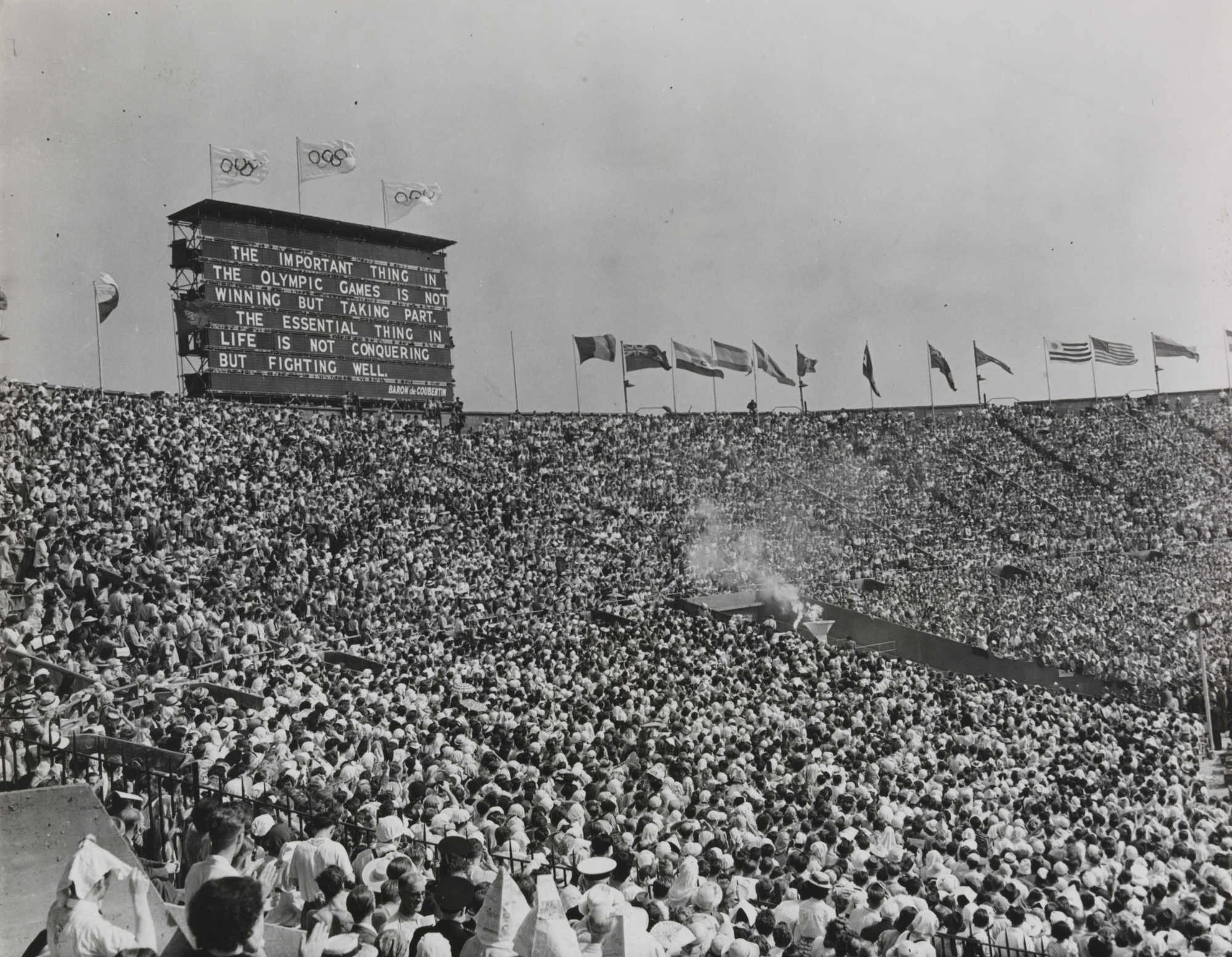
La llama del pebetero alumbró el estadio de Wembley en la ceremonia inaugural.

La ceremonia inaugural fue el 29 de julio de 1948 en el estadio de Wembley, ante más de 85 000 espectadores. Comenzó a las 14:00 con una actuación de la banda musical del ejército británico. Pasada la media hora, el rey Jorge VI del Reino Unido, la princesa Isabel y otros miembros de la Casa Real llegaron al recinto. A las 15:00 se inició el tradicional desfile de las 59 naciones participantes. Grecia fue la primera delegación en salir, después aparecieron el resto por orden alfabético (en inglés) y por último cerró Reino Unido como organizador. Ya con todos sobre el césped, Lord Burghley hizo el discurso inaugural:
Su Majestad. La hora ha llegado. Un sueño visionario se ha convertido hoy en una gloriosa realidad. Cuando el sufrimiento mundial terminó en 1945, muchas instituciones y asociaciones se dieron cuenta de que habían languidecido y solo las más fuertes sobrevivieron. ¿Cómo, se preguntarán muchos, ha podido prosperar el gran movimiento Olímpico?
Y después de desear a los atletas unas dos semanas de «reñida pero amistosa rivalidad», indicó que Londres representaba «una cálida llama de esperanza para el mayor entendimiento del mundo».
A las 16:00 en punto, marcadas por el reloj del Big Ben, el rey Jorge VI declaró inaugurados los Juegos Olímpicos de Londres, que conmemoran la Decimocuarta Olimpiada de la Era Moderna. Tras ello se liberaron miles de palomas como símbolo de paz y se alzó la bandera olímpica. La Casa de Artillería Real realizó una salva de 21 cañonazos. A continuación llegó al estadio el último relevista de la antorcha olímpica, el atleta John Mark, quien fue el encargado de encender el pebetero. El aviador británico Don Finlay, dos veces medallista olímpico, asumió el juramento olímpico como líder de la delegación británica. Finalmente, la ceremonia terminó con el himno nacional God Save the King'.

En el informe oficial de la XIV Olimpiada se recoge el éxito del acto:
Así se inauguraron los Juegos Olímpicos de Londres, bajo los más alegres auspicios. El ágil desarrollo de la ceremonia, que cautivó no solo a los espectadores sino también a los millones de personas que estaban escuchándola en la radio en todo el mundo, y el maravilloso tiempo bajo el que tuvo lugar, se unieron para ver nacer un espíritu que calaría a través de dos semanas de emocionantes e intensas pruebas deportivas.
Londres 1948 fueron los primeros Juegos con señal para televisión. La BBC retransmitió la ceremonia inaugural y más de 60 horas de cobertura deportiva, con un coste de 1000 guineas por todos los derechos de emisión.

### Deportes

#### Atletismo

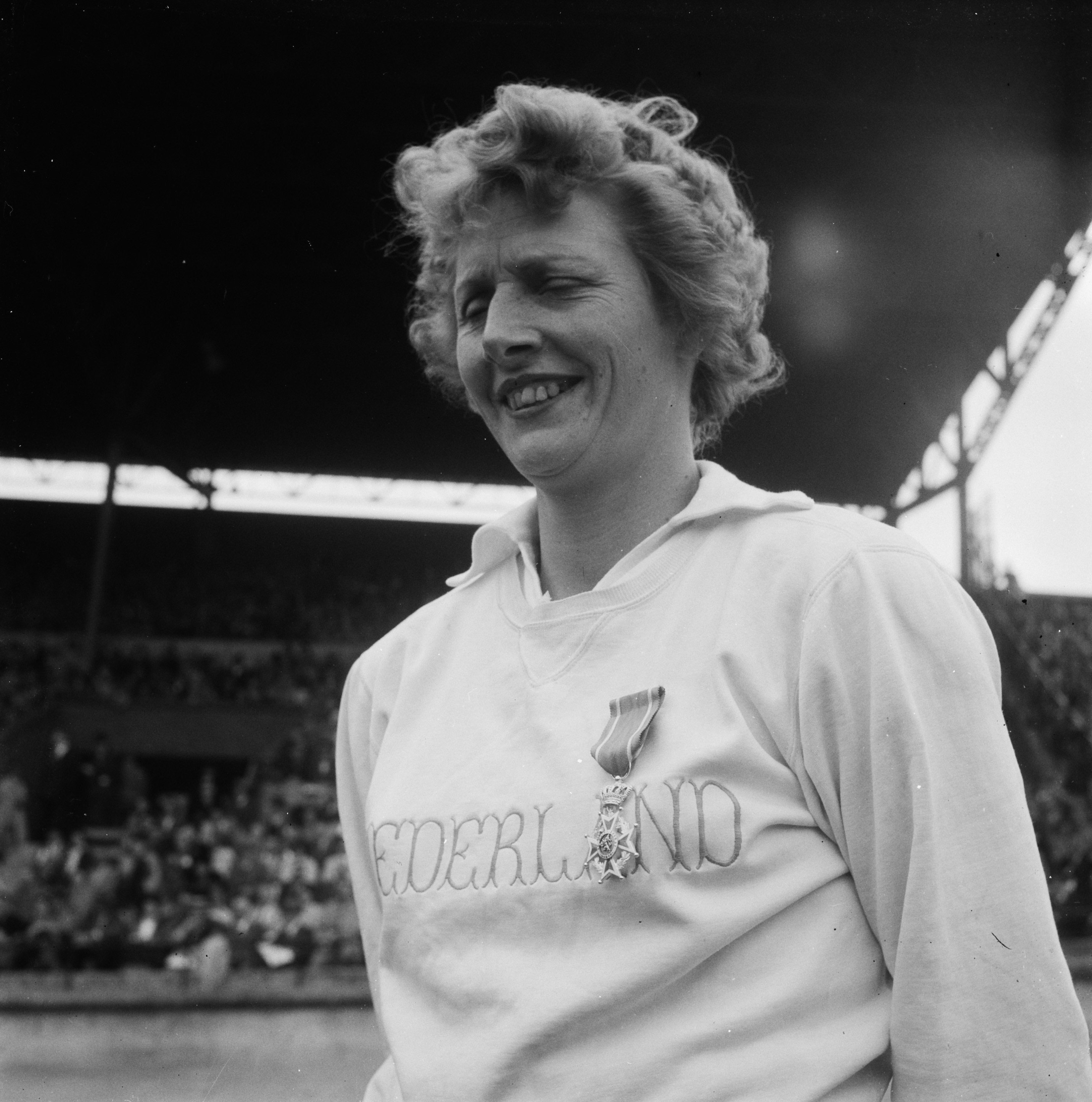
Fanny Blankers-Koen logró cuatro medallas de oro representando a Países Bajos.

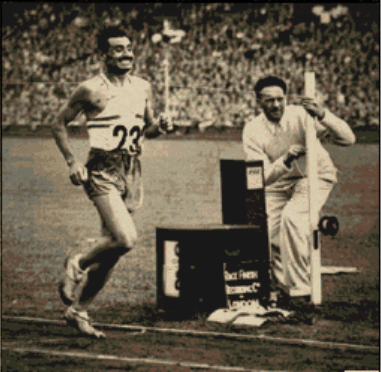
Momento en el que el argentino Delfo Cabrera gana la maratón.

Durante ocho días se realizaron un total de 33 competencias (24 masculinas y 9 femeninas) en las que participaron 745 atletas (601 hombres y 144 mujeres) de 53 países. Estados Unidos sobresalió con 27 medallas, 12 de ellas de oro, seguido por Suecia con 13 preseas, Francia con 8 y Países Bajos con 6. En total se superaron 14 plusmarcas olímpicas (8 masculinas y 6 femeninas), aunque ninguna mundial.
La gran estrella fue la neerlandesa Fanny Blankers-Koen, ganadora de cuatro medallas de oro (tres con plusmarca olímpica) en las pruebas femeninas de 100 metros lisos, 200 metros lisos, 80 metros valla y en el relevo de 4 x 100. Estos éxitos tuvieron mayor relevancia por su trayectoria. A punto de retirarse por la guerra y una maternidad, volvió a entrenar en 1946 y dominó la competencia a sus 31 años, clasificándose para seis pruebas. Las reglas de la época le impedían presentarse a todas, así que se concentró en las cuatro donde resultó vencedora. Los triunfos de Blankers-Koen la convirtieron en una celebridad nacional e impulsaron el deporte femenino.
Otra atleta que destacó fue la francesa Micheline Ostermeyer. Esta mujer, pianista de concierto y bisnieta de Victor Hugo, ganó dos oros en lanzamiento de peso y de disco, así como un bronce en salto de altura.
Londres 1948 también supuso la ruptura de las barreras raciales en el deporte femenino. La estadounidense Audrey Patterson fue la primera afroamericana en ganar una medalla, el bronce en 200 metros lisos. Y su compatriota Alice Coachman ganó en salto de altura y se convirtió en la primera medallista de oro de raza negra.
En categoría masculina, Estados Unidos dominó las pruebas de velocidad. Destacó en especial Harrison Dillard, quien cuatro años después fue el primer (y único) campeón olímpico de 100 metros lisos y 110 metros vallas. Jamaica ganó sus únicas preseas en estas competencias, gracias a Arthur Wint (oro en 400 m y plata en 800 m) y Herb McKenley (plata en 400 m) Un atleta de Panamá, Lloyd LaBeach, logró dos meritorios bronces en 100 m y 200 m, únicas medallas de su país hasta Pekín 2008.
La delegación de Suecia hizo un gran papel. En 1500 metros, Henry Eriksson superó a su compatriota Lennart Strand. Además sobresalió en marcha atlética (John Mikaelsson y John Ljunggren) y triple salto (Arne Åhman).
Esta edición vio nacer a dos grandes estrellas del olimpismo: por un lado, el checoslovaco Emil Zátopek venció en 10 000 m. y fue plata en 5000 m., aunque su mayor logro llegaría cuatro años después en Helsinki. Y por el otro, el estadounidense Bob Mathias ganó la primera de sus dos preseas de oro en decatlón con tan solo 17 años, siendo el medallista más joven de todos los tiempos hasta ese momento.
Argentina vivió un momento muy especial en la maratón, donde Delfo Cabrera se proclamó campeón en el último suspiro. El paracaidista belga Étienne Gailly lideró de forma sorprendente la prueba, pero cuando entró en Wembley se quedó sin fuerzas. Cabrera aprovechó mejor sus recursos, mantuvo su ritmo y le adelantó en el estadio para llevarse el oro. Gailly también fue superado por el británico Tom Richards, pero finalizó a duras penas y obtuvo el bronce.

#### Baloncesto
Esta fue la segunda edición con baloncesto desde su incorporación en Berlín 1936, y la primera en celebrarse en pabellones cubiertos. Los 23 países que tomaron parte fueron divididos en cuatro grupos, siguiendo un sistema de todos contra todos. Los dos mejores de cada grupo pasaban a una ronda final de eliminación directa, de donde saldrían los medallistas. Estados Unidos no tuvo rival y arrebató el oro a Francia por 65:21. Brasil obtuvo el bronce contra México (52:47).

#### Boxeo
La Asociación Internacional de Boxeo Aficionado (AIBA) asumió la regulación del boxeo olímpico. En total participaron 205 púgiles de 39 estados, más de los esperados por la organización. A las dificultades para encontrar espacio se añadió que muchos árbitros y jueces, en especial los de fuera de Europa, fueron descartados por no cumplir los estándares de la AIBA. Los boxeadores argentinos Pascual Pérez (-51 kg.) y Rafael Iglesias (+80 kg.) ganaron la medalla de oro antes de convertirse en profesionales. Además, el húngaro László Papp (-73 kg.) se llevó en Londres el primero de sus tres oros consecutivos.

#### Ciclismo
Un total de 188 ciclistas de 39 países compitieron en las seis pruebas, cuatro en pista y dos en ruta. El velódromo de Herne Hill era al aire libre y tenía una pista de asfalto, una superficie más lenta que impidió la consecución de plusmarcas. Los países europeos coparon todo el medallero, encabezado por Francia con 5 preseas (3 oros), Italia y Bélgica (3 medallas). El Reino Unido también ganó cinco metales, pero ninguno de ellos fue de oro.

#### Esgrima
Sin cambios en el programa, participaron 294 deportistas (255 hombres y 39 mujeres) en siete pruebas (seis masculinas y florete femenino). Todas ellas estuvieron dominadas por Francia (dos oros en florete masculino), Italia (oro en espada) y Hungría (dos oros en sable y el femenino de florete). Las pruebas supusieron la consagración de dos esgrimistas: el italiano Edoardo Mangiarotti, con tres preseas en distintas modalidades, y el magiar Aladar Gerevich con el tercero de sus seis oros consecutivos en sable. Su compatriota Ilona Elek repitió el oro de Berlín 1936 en la categoría de florete.
Destacó en especial el espadachín británico Archibald Craig, el más veterano de los atletas olímpicos a sus 61 años. Ya estuvo presente en la edición de París 1924.

#### Ecuestre
Las pruebas ecuestres tuvieron lugar en el Complejo Militar de Aldershot, a 60 kilómetros de la capital. Participaron 103 jinetes de 17 países. Fue la última vez que estaba restringida a hombres y que solo pudiesen participar oficiales militares en doma clásica. Esto perjudicó al sueco Gehnäll Persson, ganador del oro en esa prueba, al que se retiró su logro porque el ejército le había ascendido solo para el concurso. No obstante, Persson pudo resarcirse en los dos siguientes Juegos Olímpicos.
El teniente coronel Humberto Mariles Cortés logró las primeras medallas de oro en la historia de México, al vencer en salto (individual y equipos). Además obtuvo un bronce en equipo de tres jornadas, siendo el único en su país hasta la fecha que ha ganado tres metales en una misma edición, el Capitán Rubén Uriza Castro plata individual y oro por equipos. España también obtuvo gracias a la hípica su única medalla del año, la plata en salto por equipos.

#### Fútbol

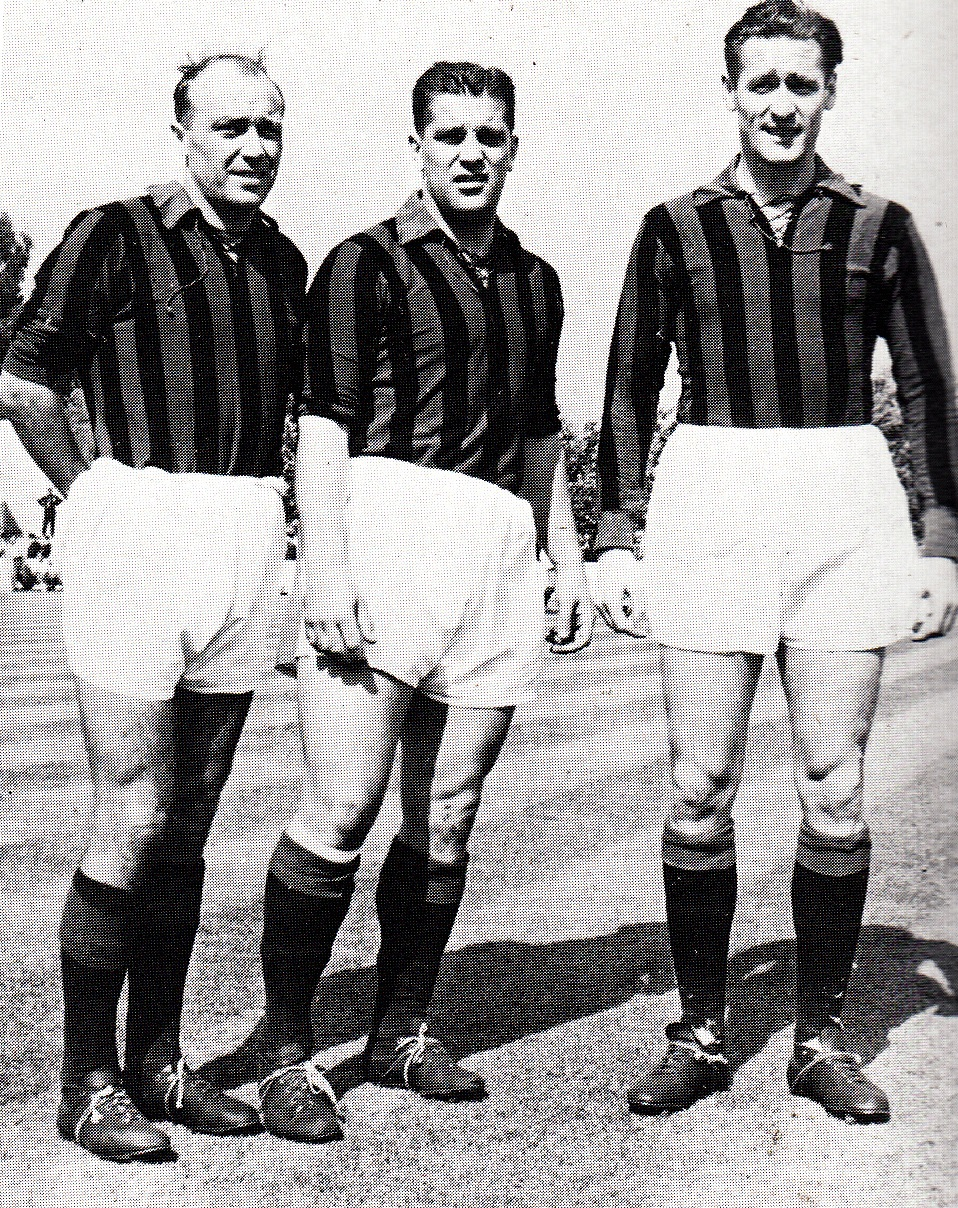
Gunnar Gren, Gunnar Nordahl y Nils Liedholm ganaron el oro con antes de ser profesionales.

En esta edición participaron 18 países de cinco confederaciones, siendo necesaria una ronda preliminar. Se mantuvo la regla de que solo compitiesen futbolistas amateur. Esto perjudicó a Reino Unido (dirigida por Matt Busby) e Italia, al no poder elegir a sus mejores jugadores porque sus ligas eran profesionales.
Suecia ganó la medalla de oro al derrotar a Yugoslavia por 3:1, mientras que Dinamarca se llevó el bronce ante los británicos. Los suecos solo utilizaron a 12 jugadores en todo el torneo. Tres de esos futbolistas —Gunnar Gren, Gunnar Nordahl y Nils Liedholm— ficharon por el AC Milan italiano y formaron el temible tridente «Gre-No-Li». Sin embargo, hubo muchos más ejemplos que dieron el paso al profesionalismo: el sueco Henry Carlsson, los austriacos Ernst Happel y Ernst Stojaspal, el escocés Ronnie Simpson, el neerlandés Faas Wilkes, el italiano Emilio Caprile y los daneses Karl Aage Præst y John Hansen. En el caso de los yugoslavos, país que no permitía fichar por un club extranjero, destacaron Stjepan Bobek (máximo goleador en la historia del Partizán de Belgrado) y Rajko Mitić.

#### Gimnasia artística
Hubo un total de 211 gimnastas (123 hombres y 88 mujeres) procedentes de 19 países, en el último año que las mujeres solo podían hacer el programa por equipos. Las pruebas tuvieron que trasladarse al interior del Centro de Exhibiciones de Earls Court en el último minuto. Sin atletas soviéticos, todo el torneo estuvo dominado por Finlandia y Suiza, con tres oros para los fineses Veikko Huhtanen y Paavo Aaltonen.
En la categoría femenina, Checoslovaquia logró el oro sobre Hungría (plata) y Estados Unidos (bronce). Una de las integrantes del equipo checoslovaco, Eliska Misáková, contrajo poliomielitis al poco de llegar y falleció el mismo día que empezó el evento por equipos. Pese a esta tragedia, las centroeuropeas (entre ellas su hermana Miloslava) no se retiraron, ganaron y en el podio le dedicaron el triunfo a su compañera fallecida.
En las pruebas de gimnasia compitió la deportista más joven del evento, la italiana Licia Macchini (12 años y 34 días).

#### Halterofilia
Unos 120 levantadores de peso participaron en 6 pruebas, con la inclusión del peso gallo (≤56 kg.) en el programa oficial. En los meses previos se habían celebrado los campeonatos mundiales de la especialidad, así que fue uno de los pocos deportes con favoritos claros. Estados Unidos dominó el medallero con 8 preseas, 4 de ellas de oro. En el resto de categorías destacaron dos egipcios: Mahmoud Fayad (pluma) e Ibrahim Shams (ligero).

#### Hockey sobre césped
Por cuarto año consecutivo, la India (esta vez como estado independiente) se proclamó campeón de una prueba en la que hubo 13 selecciones. En la final, los indios derrotaron a los anfitriones del Reino Unido. El bronce fue para Países Bajos.

#### Lucha
Un total de 219 luchadores de 29 países concurrieron a estos Juegos Olímpicos. El programa fue modificado respecto al de la edición anterior para añadir dos pruebas, una en cada categoría, por lo que hubo 8 en lucha grecorromana y 8 en lucha libre olímpica.
Las pruebas de lucha libre olímpica se hicieron en la última semana de julio y estuvieron dominadas por Suecia, con cinco oros. En cuanto a la grecorromana, tuvo lugar en la primera semana de agosto y la mayoría de triunfos fueron para la delegación turca. En el medallero final, Turquía se puso en cabeza con 11 preseas y 6 oros (dos en libre y cuatro en grecorromana), aunque Suecia fue quien más metales consiguió: un total de 13 (cinco de oro).

#### Natación y saltos

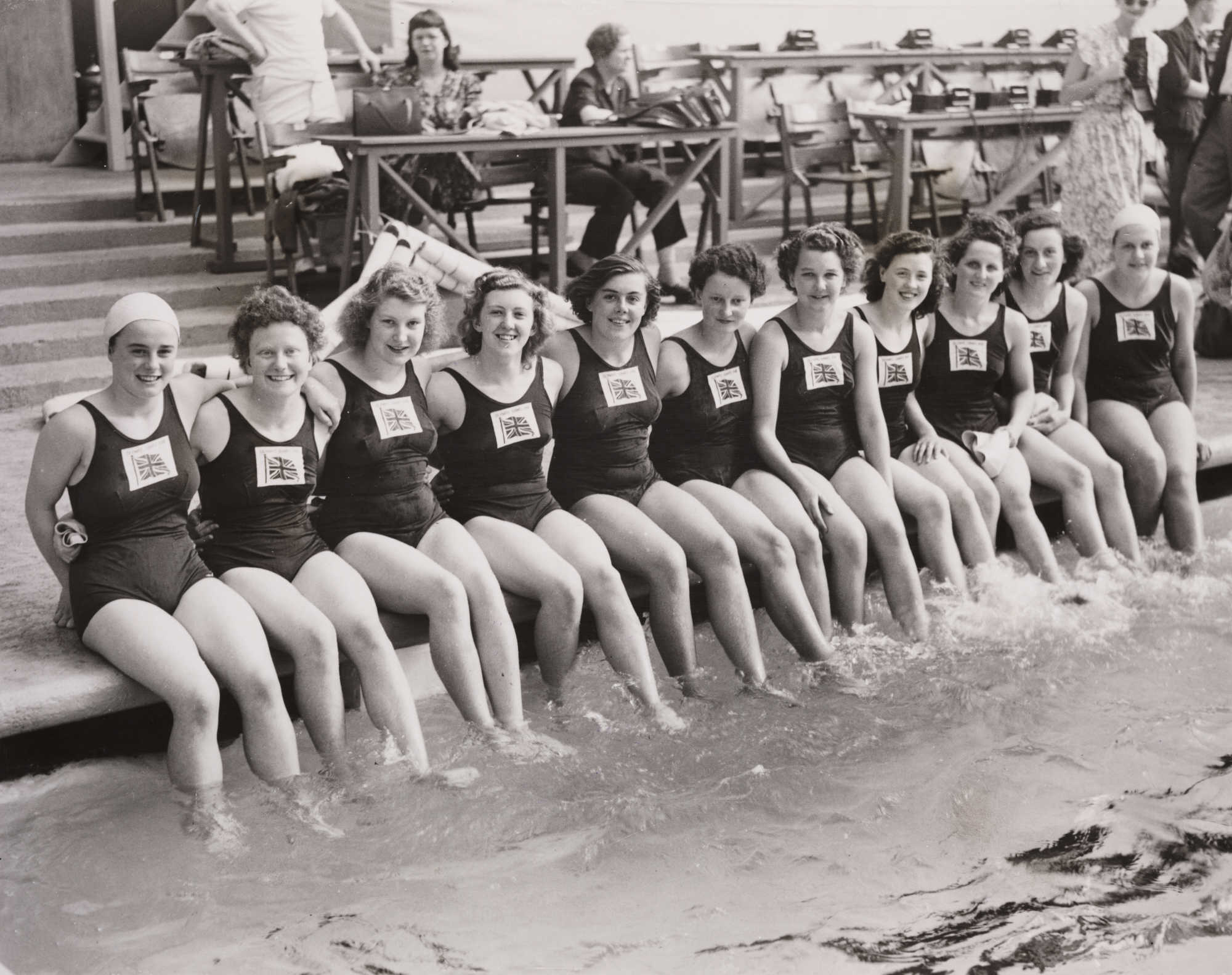
El equipo femenino de natación del Reino Unido posa para la prensa. Entre ellas está Catherine Gibson, medalla de bronce en 400 metros libres.

El programa de natación fue el mismo que en Berlín 1936, con 6 pruebas masculinas y 5 femeninas. En total participaron 249 nadadores (161 hombres y 88 mujeres) de 34 países. Aunque se batieron siete plusmarcas olímpicas, solo hubo un récord del mundo: el conseguido por el equipo masculino de relevos de Estados Unidos.
Estados Unidos dominó por completo gracias a la ausencia de Japón, que a pesar de su gran desempeño estuvo vetada por su papel en la Segunda Guerra Mundial. En la categoría masculina, todos los oros fueron para atletas del país norteamericano, procedentes casi todos de la National Collegiate Athletic Association. Entre todos ellos destacaría Jimmy McLane, campeón de 1500 metros con solo 17 años y oro en el relevo. Las competiciones femeninas resultaron más emocionantes por la pugna entre las estadounidenses y Dinamarca, y en particular entre Ann Curtis y Karen Harup, tres metales para cada una.
En las categorías de saltos, Estados Unidos tampoco tuvo rival: se llevó 10 de las 12 medallas que había en juego, incluidos todos los oros. El mexicano Joaquín Capilla fue bronce en plataforma de 10 metros.

#### Pentatlón moderno
La prueba individual de pentatlón moderno contó con 45 atletas de 16 países. Se celebró en cinco jornadas, una para cada prueba, sin cambios respecto al programa de la edición anterior. El campeón fue el sueco Wille Grut, seguido del estadounidense George Moore y el también sueco Gösta Gärdin. Durante su desarrollo se constituyó la Unión Internacional de Pentatlón Moderno, que inició su actividad al año siguiente.

#### Piragüismo
Un total de 110 piragüistas (100 hombres y 10 mujeres) compitieron en 8 pruebas masculinas y una femenina. En la modalidad de piragüismo en eslalon, Suecia se llevó los cuatro oros en juego, dos de ellos gracias a Gert Fredriksson. La especialidad de aguas tranquilas (C1 y C2) se celebró en el Canal de Regatas del río Támesis, mismo escenario que en la edición de 1908, y Checoslovaquia ganó tres de las cuatro pruebas. Uno de sus regatistas, Jan Brzák-Felix, revalidó su metal obtenido en Berlín 1936.
Las mujeres participaron por primera vez aunque solo en una modalidad, kayak 500 metros, donde la danesa Karen Hoff resultó vencedora.

#### Remo
El remo también fue en el Canal de Regatas del río Támesis, bajo unas condiciones particulares: solo había espacio para que compitieran tres barcas a la vez, lo que significó que los finalistas ya tenían una medalla asegurada. Unos 310 remeros de 27 países (solo hombres) se batieron en 7 categorías, en un programa que no varió desde 1924 hasta 1976. El público británico celebró las dos medallas de oro en remo por parejas y en remo sin timonel, mientras que Estados Unidos venció en las categorías de cuatro y ocho. No hubo múltiples medallistas.

#### Tiro
La Unión Internacional de Tiro expandió el programa a 4 pruebas con la introducción de la pistola libre en tres posiciones. Tomaron parte un total de 188 tiradores (todos hombres) de 28 países. Entre todos ellos destacó el húngaro Karoly Takács, medalla de oro en pistola rápida de 25 metros, quien está considerado uno de los mayores ejemplos de superación personal. Este campeón de tiro perdió en 1938 la mano derecha al explotarle una granada en unas maniobras militares, por lo que meditó su retirada. Sin embargo, aprendió a disparar con la izquierda y sorprendió a todos con una puntuación de 580, por encima del argentino Carlos Enrique Díaz Sáenz Valiente que debió conformarse con la plata.

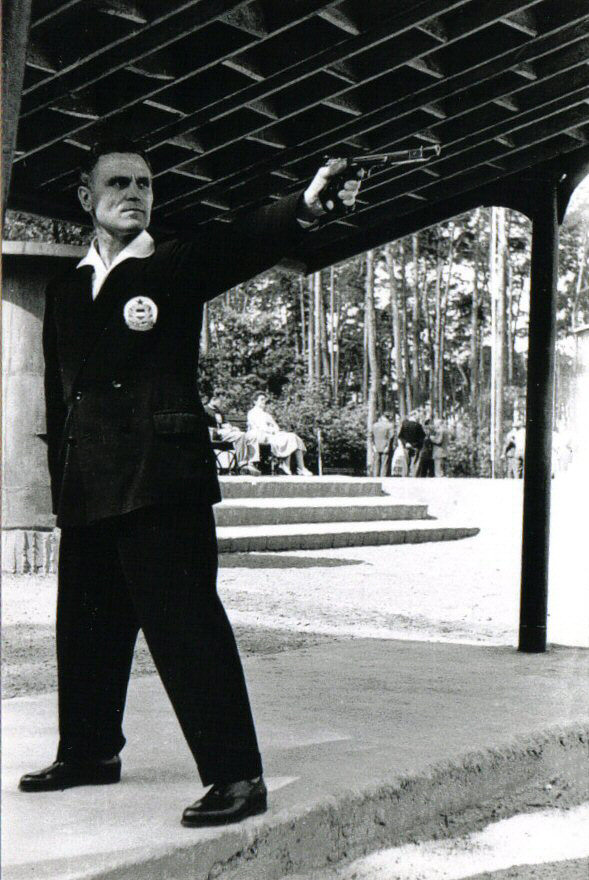
Karoly Takács logró una medalla de oro en tiro a pesar de tener solo una mano.

El peruano Edwin Vásquez Cam ganó la medalla de oro en la especialidad de pistola libre a 50 metros, siendo esta la primera y única medalla de oro obtenida por Perú en unos Juegos Olímpicos hasta la fecha.

#### Vela
Las pruebas de vela se trasladaron al canal de la Mancha con salida en Torquay, a 260 kilómetros del suroeste de la capital. El programa fue ampliado a 5 pruebas con la inclusión de dos nuevas clases: Swallow (yate para dos personas) y Dragon (yate para tres personas). Todas las clases tuvieron siete carreras y se estableció un nuevo sistema de puntuación, según la posición y número de barcos, que se mantuvo hasta 1964. En total compitieron 186 hombres de 23 países.
El danés Paul Bert Elvstrøm ganó el primero de sus cuatro oros consecutivos desde 1948 hasta 1960, en esta ocasión en la clase Firefly. Sin embargo, fue Estados Unidos quien copó el medallero con 4 metales.

#### Waterpolo
La competición de waterpolo, con 18 países en liza, se dividió en tres partes: eliminatorias, semifinales por grupos y una fase final entre los cuatro primeros. Para ello se alternaron tanto la piscina en cubierto (Empire Pool) con una al aire libre en Finchley. La selección de Italia se llevó el oro ante Hungría (plata) y los Países Bajos (bronce).

#### Deportes de exhibición
La principal prueba de exhibición de Londres 1948 fue el lacrosse. En este deporte de equipo, de origen iroqués, se utiliza un palo con red en el extremo (cross) para pasar y recibir una pelota de goma, con el objetivo de marcar goles en una portería. Se permite correr con la pelota en la red y hacer cargas con el cuerpo para poner en apuros al rival. Cada equipo está formado por 10 jugadores, que disputan cuatro cuartos de 20 minutos en una superficie de césped.  El lacrosse fue deporte olímpico en dos ediciones (1904 y 1908) y después se eliminó, aunque regresó como prueba de exhibición en Ámsterdam 1928 y Los Ángeles 1932. Esta era la tercera (y última) ocasión que se incluyó en el programa.
En el estadio de Wembley se disputó un partido de exhibición entre las selecciones de Reino Unido y los Estados Unidos que terminó en empate (5:5).
Además hubo una demostración de gimnasia sueca, un sistema de educación física creado por el profesor Pehr Henrik Ling, en la que participaron 200 hombres y 200 mujeres antes de la final de fútbol en Wembley.

### Ceremonia de clausura
Tras dieciséis días de intensa competición, la ceremonia de cierre de los Juegos Olímpicos tuvo lugar en Wembley el 14 de agosto de 1948. No hubo ninguna sorpresa respecto a otras ediciones. Después de que los países participantes marcharan por última vez, el presidente del Comité Olímpico Internacional, Sigfrid Edström, declaró el evento clausurado y dio el relevo a Helsinki (Finlandia), que albergaría la edición de 1952. Seguidamente se arrió la bandera olímpica y la llama del pebetero se apagó.
En términos generales, se alabó la labor del Comité Organizador de Londres al recuperar los Juegos Olímpicos después de 12 años sin ellos. Pese a todas las dificultades marcadas por la guerra y la escasez económica, los organizadores obtuvieron beneficios.

## Competiciones de arte
Los Juegos Olímpicos de Londres 1948 fueron los últimos con competiciones artísticas en el programa, recompensadas con medallas. Esta tradición se introdujo en Estocolmo 1912 como un «Pentatlón de las musas» en cinco categorías: escultura, pintura, música, literatura y arquitectura. El Comité Olímpico Internacional cuestionó su permanencia porque el número de participantes ya había bajado en Berlín 1936, pero finalmente los mantuvo.
En total hubo 18 eventos para 5 pruebas, con pequeños cambios en las categorías de música, pintura y escultura. Todas las pruebas y exposiciones tuvieron lugar en el Museo de Victoria y Alberto. El país más exitoso fue Finlandia con 4 preseas (incluyendo 2 oros), a pesar de que solo había enviado una delegación de siete personas. Entre ellas estaba la poeta finlandesa Aale Tynni, única mujer en la historia que ha ganado la medalla de oro de arte, dentro de la categoría «letra musical».
Estas pruebas no tuvieron el mismo éxito que las deportivas. La primera razón fue el descenso en el número de participantes: hubo 315 inscritos, frente a los 527 de la última edición. A las ausencias ya conocidas de Alemania y Japón se sumó la de Estados Unidos, que no vio necesario enviar a un equipo. La segunda fue la baja asistencia de espectadores. La entrada de la exposición costaba 2 chelines, costoso para la época y situación económica. No obstante, en las pruebas deportivas sí fue relativamente alta, por lo que se asumió que las categorías habían dejado de interesar. Y por último, no había una federación internacional que defendiera sus intereses. Se exigía que los artistas participantes fueran profesionales, mientras que los deportistas podían ser aficionados.
El Comité Olímpico Internacional debatió suprimir las competiciones de arte entre 1949 y 1952, quedando ya fuera de los Juegos Olímpicos de Helsinki 1952. Finalmente, en la 49.ª Sesión del COI, celebrada en Atenas en 1954, se cancelaron de forma definitiva y fueron sustituidas por festivales y exhibiciones culturales.

## Medallero
El Comité Olímpico Internacional mantuvo el modelo de medallas para los Juegos Olímpicos de Verano que está en vigor desde 1928, y que corre a cargo del escultor italiano Giuseppe Cassioli. En el frente se muestra a la diosa Niké con una palma y una corona triunfal, y al reverso, un atleta cargado por un grupo de personas. El único cambio que se hizo fue poner el año y el número de la olimpiada. La medalla de Londres 1948 tuvo un grosor de 4 mm y un diámetro de 51 mm.
Un total de 37 comités nacionales obtuvieron al menos una medalla en estos Juegos Olímpicos. El líder destacado fue Estados Unidos con 84 preseas (38 de oro). Suecia logró el segundo puesto con 44 metales e igualó su mejor clasificación histórica de las ediciones de 1912 y 1920. Y en tercer lugar quedó Francia con 29. En cuanto al país anfitrión, Reino Unido tuvo un buen papel al ser el sexto país en número de medallas, un total de 23, pero quedó relegada en el tablero al duodécimo lugar porque solo consiguió 3 oros (dos en remo y uno en vela). Las ausencias de Alemania y Japón, ambos estados con tradición deportiva, se hicieron notar en los resultados finales.
Solo hubo dos deportistas que repitieron medalla de oro respecto a Berlín 1936: el checoslovaco Jan Brzák-Felix en piragüismo y la húngara Ilona Elek en esgrima. En la categoría de gimnasia, se dio el caso de que tres deportistas finlandeses consiguieron la misma máxima puntuación en caballo con arcos y se llevaron el oro, dejando sin plata ni bronce al resto. Uno de ellos, Veikko Huhtanen, fue el máximo medallista de la edición con 3 oros, una plata y un bronce.
México y Perú ganaron sus primeras medallas de oro de la historia.
| Núm. | País                 | Oro | Plata | Bronce | Total |
| ---- | -------------------- | --- | ----- | ------ | ----- |
| 1    | Estados Unidos (USA) | 38  | 27    | 19     | 84    |
| 2    | Suecia (SWE)         | 16  | 11    | 17     | 44    |
| 3    | Francia (FRA)        | 10  | 6     | 13     | 29    |
| 4    | Hungría (HUN)        | 10  | 5     | 12     | 27    |
| 5    | Italia (ITA)         | 8   | 11    | 8      | 27    |
| 6    | Finlandia (FIN)      | 8   | 7     | 5      | 20    |
| 7    | Turquía (TUR)        | 6   | 4     | 2      | 12    |
| 8    | Checoslovaquia (TCH) | 6   | 2     | 3      | 11    |
| 9    | Suiza (SUI)          | 5   | 10    | 5      | 20    |
| 10   | Dinamarca (DEN)      | 5   | 7     | 8      | 20    |
| 12   | Reino Unido (GBR)    | 3   | 14    | 6      | 23    |

### Múltiples medallistas
| Atleta              | País         | Deporte   | Gold | Silber | Bronze | Total |
| Veikko Huhtanen     | Finlandia    | Gimnasia  | 3    | 1      | 1      | 5     |
| Fanny Blankers-Koen | Países Bajos | Atletismo | 4    | 0      | 0      | 4     |
| Paavo Aaltonen      | Finlandia    | Gimnasia  | 3    | 0      | 1      | 4     |